# Moira Orfei
Pour les articles homonymes, voir Orfei.
Moira Orfei, nom d’artiste de Miranda Orfei, née le 21 décembre 1931 à Codroipo dans la région du Frioul-Vénétie Julienne et morte le 15 novembre 2015 à Brescia dans la région de la Lombardie, est une actrice de cinéma italienne, une artiste de cirque connue comme la « reine du cirque » italienne, ainsi qu'une animatrice de télévision.

## Biographie

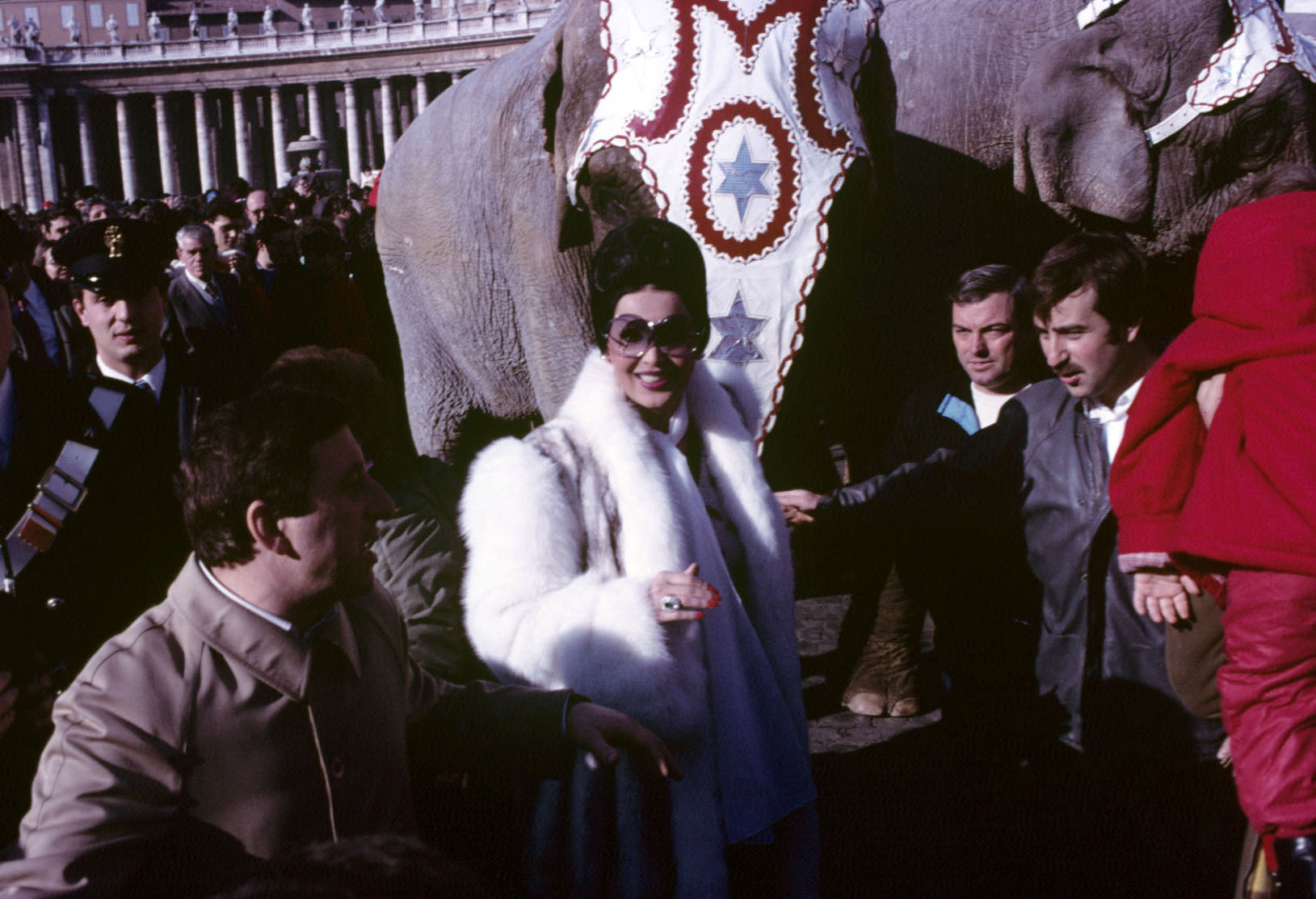
Moira Orfei avec les animaux du cirque, place Saint-Pierre au Vatican en 1986

Moira Orfei est née à Codroipo, dans la province d'Udine, d'une famille aux origines sintés lointaines, qui se consacre aux arts du cirque depuis plusieurs générations. Le cirque familial prend le nom de « Cirque de Moira Orfei » en 1960. Moira Orfei est écuyère, trapéziste, acrobate, dompteuse d'éléphants et dresseuse de colombes. C'est Dino De Laurentiis qui lui suggère son image kitsch et son nom de scène.
À côté du cirque, elle joue dans une quarantaine de films, allant du péplum à la comédie en passant par le film policier. Le cinéma lui a proposé en général de petits rôles, souvent de dominatrice d'hommes. En 1965, dans le film Casanova 70 de Mario Monicelli, elle joue avec sa cousine Liana Orfei. Elle apparaît à l'écran pour la dernière fois en 2003 dans son propre rôle dans le film Natale in India (it).
Aisément reconnue avec son maquillage appuyé et sa coiffure en turban, à la télévision, elle est connue pour sa franchise et son exubérance. En 2002, elle est invitée permanente, aux côtés du styliste Renato Balestra et de l'actrice Silvana Pampanini, dans l'émission Domenica in.
En ce qui concerne sa vie privée, Moira Orfei est l'épouse de Walter Nones, imprésario de cirque et ancien dompteur. Celui-ci a collaboré au succès du Cirque Moira Orfei et produit de nombreux spectacles itinérants en Italie, comme Holiday on Ice ou le cirque de Moscou. Elle a eu de lui deux enfants, Stefano et Lara. Stefano a épousé l'actrice Brigitta Boccoli.
Le 4 août 2006, elle est touchée par un accident vasculaire cérébral pendant une représentation à Marina di Gioiosa Ionica. Après une longue convalescence, elle peut remonter sur scène en décembre 2007, mais ne fait plus que saluer à la fin des spectacles à partir de là. Elle meurt en 2015 dans son mobile home.

## Filmographie

### Au cinéma
- 1960 : Les Amours d'Hercule (Gli amori di Ercole), de Carlo Ludovico Bragaglia
- 1960 : Sous dix drapeaux (Sotto dieci bandiere) de Duilio Coletti
- 1960 : Ti aspetterò all'inferno de Piero Regnoli
- 1960 : La Reine des pirates (La Venere dei pirati) de Mario Costa
- 1960 : Le Géant de Thessalie (I giganti della Tessaglia) de Riccardo Freda
- 1961 : La Fureur d'Hercule (Ursus), de Carlo Campogalliani
- 1961 : Maciste, l'homme le plus fort du monde (Maciste l'uomo più forte del mondo) de Antonio Leonviola
- 1961 : Maciste contre le Cyclope (Maciste nella terra dei ciclopi) de Antonio Leonviola
- 1961 : Maciste dans la vallée des lions (Ursus nella valle dei leoni) de Carlo Ludovico Bragaglia
- 1961 : Rocco e le sorelle de Giorgio Simonelli
- 1961 : Opération dans l'ombre (Armi contro la legge) de Ricardo Blasco
- 1961 : Parlez-moi d'amour (Che femmina!! e... che dollari!) de Giorgio Simonelli
- 1962 : Le Religieux de Monza (Il monaco di Monza), de Sergio Corbucci
- 1962 : Le Retour du fils du cheik (Il figlio dello sceicco) de Mario Costa
- 1962 : Les Dernières Aventures de Fra Diavolo (I tromboni di Fra' Diavolo) de Giorgio Simonelli
- 1962 : Les Italiens et les Femmes (Gli italiani e le donne) de Marino Girolami
- 1962 : Le Roi Manfredi (Il re Manfredi) de Piero Regnoli
- 1963 : Deux Corniauds contre Cosa Nostra (I due mafiosi) de Giorgio Simonelli
- 1963 : Totò contre les quatre (Totò contro i quattro) de Steno
- 1963 : Totò et Cléopâtre (Totò e Cleopatra) de Fernando Cerchio
- 1963 : Maciste contre Zorro (Zorro contre Maciste) d'Umberto Lenzi
- 1963 : Divorce à la sicilienne (it) (Divorzio alla siciliana) d'Enzo Di Gianni
- 1963 : La Fureur des gladiateurs (I due gladiatori) de Mario Caiano
- 1963 : Hercule, le Héros de Babylone (L'eroe di Babilonia) de Siro Marcellini
- 1963 : Drakut le Vengeur (it) (Drakut il vendicatore) de Luigi Capuano
- 1964 : Le Brigand de la steppe (I predoni della steppa), d'Amerigo Anton
- 1964 : La Révolte des prétoriens (La rivolta dei pretoriani) d'Alfonso Brescia
- 1964 : Le Grand Défi (Ercole, Sansone, Maciste e Ursus gli invincibili) de Giorgio Capitani
- 1964 : Le Triomphe d'Hercule (Il trionfo di Ercole) d'Alberto De Martino
- 1965 : Casanova 70 de Mario Monicelli
- 1965 : Le Farfelu du régiment (Come inguaiammo l'esercito) de Lucio Fulci
- 1965 : Les Deux Sergents du général Custer (I due sergenti del generale Custer) de Giorgio Simonelli
- 1965 : Rome en flammes (L'incendio di Roma) de Guido Malatesta
- 1966 : Les Deux Filleuls du parrain (Due mafiosi contro Al Capone) de Giorgio Simonelli
- 1966 : Ces messieurs dames (Signore & signori), de Pietro Germi
- 1968 : Fais-moi très mal mais couvre-moi de baisers (Straziami, ma di baci saziami) de Dino Risi
- 1974 : Paolo il freddo de Ciccio Ingrassia
- 1974 : Parfum de femme (Profumo di donna) de Dino Risi
- 1975 : Il cav. Costante Nicosia demoniaco ovvero: Dracula in Brianza de Lucio Fulci
- 1980 : Arrivano i bersaglieri de Luigi Magni
- 1990 : Viaggio di nozze in giallo de Michelangelo Jurlaro
- 1990 : Vacanze di Natale '90 d'Enrico Oldoini
- 2003 : Natale in India de Neri Parenti

### Crédits de traduction
- (it) Cet article est partiellement ou en totalité issu de l’article de Wikipédia en italien intitulé « Moira Orfei » (voir la liste des auteurs).